# Smalnäbbad honungsvisare
Smalnäbbad honungsvisare (Prodotiscus insignis) är en fågel i familjen honungsvisare inom ordningen hackspettartade fåglar.

## Utseende och läte
Smalnäbbad honungsvisare är en liten och upprätt honungsvisare med rätt enhetligt olivgrön till grön fjöderdräkt. Den har ljusare strupe, små ljusa halvmånar under ögat och lysande vitt på yttre stjärtpennorna som syns väl i flykten. Den liknar både miombohonungsvisare och brunryggig honungsvisare, men skiljer sig i utbredningsområde, övervägande grönaktig fjäderdräkt (inklusive buken) och det vita på stjärten. Lätet är dåligt känt, men verkar avge en sträv drill i flykten som stiger och faller i tonhöjd.

## Utbredning och systematik
Smalnäbbad honungsvisare förekommer i västra och centrala Afrika. Den delas in i två underarter med följande utbredning:
- P. i. flavodorsalis – förekommer lokalt från Sierra Leone till sydvästra Nigeria
- P. i. insignis – förekommer i sydöstra Nigeria, norra Angola, Demokratiska republiken Kongo, Sydsudan, Uganda och centrala Kenya

## Levnadssätt
Smalnäbbad honungsvisare hittas i skogar och skogsbryn, där den födosöker efter insekter och gör utfall i efter dem i det öppna. 

## Status och hot
Arten har ett stort utbredningsområde, men tros minska i antal, dock inte tillräckligt kraftigt för att den ska betraktas som hotad. Internationella naturvårdsunionen IUCN listar arten som livskraftig (LC).